# リーヴァ・デル・ポー
リーヴァ・デル・ポー（伊: Riva del Po）は、イタリア共和国エミリア＝ロマーニャ州フェラーラ県にある、人口約7,400人の基礎自治体（コムーネ）。
2019年1月1日にロとベッラが合併して発足した。

## 地理

### 位置・広がり・地勢

#### 隣接コムーネ
隣接するコムーネは以下の通り。括弧内のROはロヴィーゴ県所属を示す。
- アリアーノ・ネル・ポレージネ (RO)
- フェラーラ
- カナーロ (RO)
- コディゴーロ
- コッパーロ
- クレスピーノ (RO)
- グアルダ・ヴェーネタ (RO)
- ヨランダ・ディ・サヴォーイア
- メゾーラ
- パポッツェ (RO)
- ポレゼッラ (RO)
- ヴィッラノーヴァ・マルケザーナ (RO)

### 地震分類
リーヴァ・デル・ポーにおけるイタリアの地震リスク階級 (it) は、zona 3 (sismicità bassa) に分類される。

## 行政

### 分離集落
リーヴァ・デル・ポーには、以下の分離集落（フラツィオーネ）がある。
- Alberone, Berra (sede comunale), Cologna, Guarda Ferrarese, Ro, Ruina, Serravalle, Zocca